# Eyal Halfon
Eyal Halfon (hebräisch איל חלפון; * 1956 in Netanja) ist ein israelischer Autor und Filmregisseur.
Nach Beendigung seines Studiums an der Universität Tel Aviv, wo er Geschichte in der „Entin-Fakultät der Geisteswissenschaften“ studierte, arbeitete er zunächst als Journalist für verschiedene israelische Magazine. Seit 1991 dreht Halfon erfolgreich Dokumentar- und Spielfilme, wie 1998 Zirkus Palästina (Zirkus Palestina), der fünf Israeli Academy Awards gewann.

## Filmografie
- 1991: In der Schusslinie (Gmar Gavi'a) nur Drehbuch
- 1998: Zirkus Palästina (Zirkus Palestina)
- 2005: Willkommen in Israel (Eize Makom Nifla)